# La Ricitos
La Ricitos és una pintura de Baldomer Gili i Roig que es troba al Museu Jaume Morera des de 1927, gràcies a una donació de la vídua de l'artista. Pertany al gènere del retrat costumista i ha esdevingut una de les obres més populars de l'artista.

## Descripció
La pintura representa una dona asseguda fumant i mirant al front. Aquesta dona està vestida com els gitanos, amb un vestit groc i un mantó negre brodat de flors vermelles, igual que l'ornament que porta al cabell. La dona, profusament maquillada, té una expressió de satisfacció, de plaer, i destaca sobre un fons on s'intueix una companya i un quadre en la paret de la cambra.

## Anàlisi
Gili i Roig, a diferència dels seus contemporanis catalans, va fugir del paisatge com a gènere dominant i va centrar-se en el retrat dins del costumisme que s'havia iniciat al segle xix en diverses arts espanyoles.
Els retrats d'aquesta època són de personatges propis de la vida marginal de Barcelona, que estan dibuixats amb un punt de vista amable, com proven els tons càlids i l'expressió de la dona. La inspiració, però, no és realista, sinó que pren l'estil del folklore castellà. Es pretenia plasmar un món en perill d'extinció per la modernitat sense estridències de cap mena, sinó manifestant un domini de la tècnica i el concepte pictòrics absolutament tradicionals d'aquell moment, unes característiques que feren de Gili Roig un artista singular en el marc de la pintura catalana de principis del segle xx, a la vegada que el constrenyia a una posició marginal que li comportà un oblit generalitzat durant força anys.